# Flettner-Doppelrotor

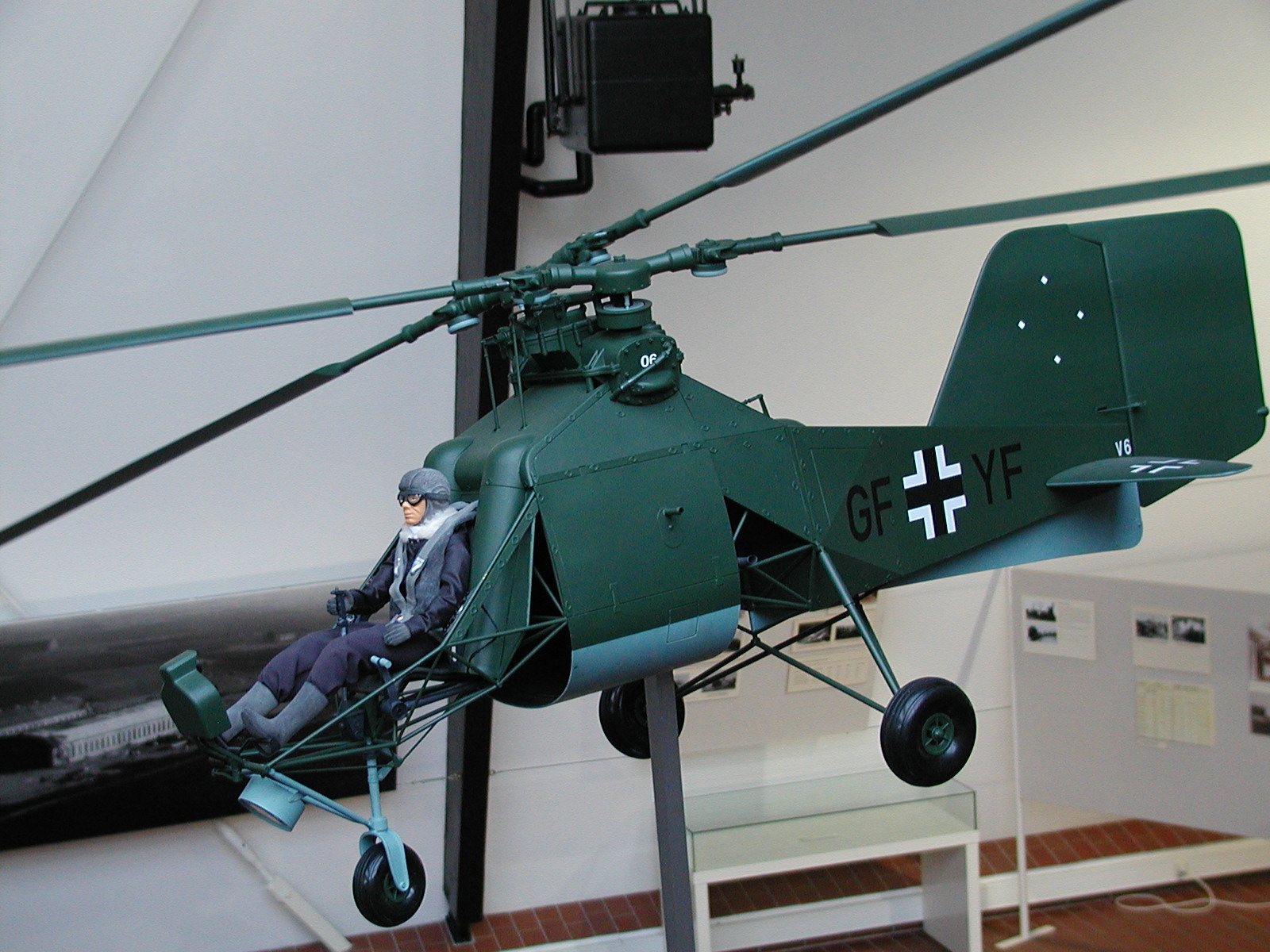
Flettner Fl 282

Der Flettner-Doppelrotor (engl. intermeshing rotor) ist ein Konstruktionsprinzip für Hubschrauber, das zwei über ein Getriebe gekoppelte Rotoren verwendet, deren Drehachsen in geringem Winkel gegeneinander geneigt sind und deren Rotorköpfe in relativ geringem Abstand in Flugrichtung seitlich nebeneinander liegen. Die Rotoren drehen sich gegenläufig, der eine im Uhrzeigersinn, der andere gegen den Uhrzeigersinn. Der erste Hubschrauber, der dieses nach seinem Entwickler Anton Flettner benannte Prinzip benutzte, war die in sechs Exemplaren gebaute Flettner Fl 265, die von Flugkapitän Richard Perlia ab Mai 1939 erprobt wurde. Betriebsreife erreichte aber erst die Flettner Fl 282, mit der Ludwig Hofmann am 31. Oktober 1941 erstmals flog.
Der Flettner-Doppelrotor ist nicht mit dem Flettner-Rotor des gleichen Erfinders zu verwechseln, einem Antrieb für Schiffe, der den Magnus-Effekt ausnutzt.

## Aufbau

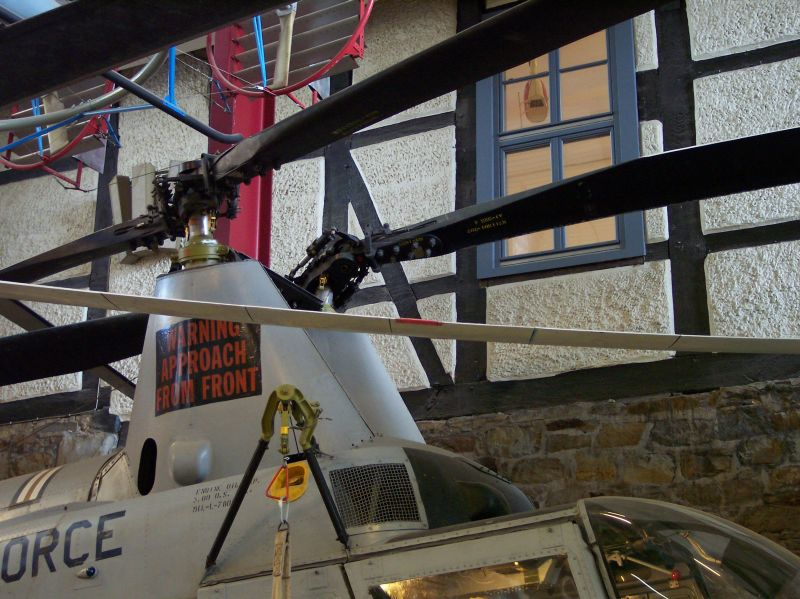
Flettner-Doppelrotor im Detail. Die Rotorblätter befinden sich nicht in der normalen Flug-Stellung, sondern sind zur Platzersparnis im Hangar in den Blatthaltern in die „Parkposition“ geschwenkt.

Bei dieser Rotorkonfiguration sind die Rotorköpfe der beiden Hauptrotoren nicht wie beim Koaxialrotor übereinander angeordnet, sondern seitlich nebeneinander. Da die Pylone der Rotormaste und damit die Achsen der Rotorwellen in einer nach oben offenen V-Stellung zueinander stehen, überdecken sich im Unterschied zu der ebenfalls zweirotorigen Tandem-Konfiguration hier die Rotorkreisflächen zum allergrößten Teil, die Rotorebenen stehen dabei von vorne betrachtet im V-Winkel der Rotormaste zueinander. Damit sich die Rotorblätter beim Ineinanderkämmen keinesfalls berühren, müssen die gegenläufigen Rotoren fest durch das Hauptgetriebe synchronisiert sein (bei den üblichen Zweiblatt-Rotoren mit 90° Phasenversatz zueinander).
Diese konstruktiven Merkmale gewährleisten, dass sich die Rotorblätter immer wechselweise knapp über den benachbarten Rotormast hinweg bewegen. Damit die Rotorblätter am Rand des Rotorumfanges durch die nach außen geneigte Rotationsachse genug Bodenfreiheit haben, müssen die Rotorköpfe hoch genug angeordnet sein.
Das System wird auch als ineinanderkämmende Rotoren bezeichnet.

## Steuerung
Die Steuerung erfolgt durch zyklische und kollektive Rotorblattverstellung, bei den derzeit eingesetzten Exemplaren in der Regel mit Flettner-Klappen, also kleinen, an den Endleisten der Rotorblätter bei etwa 3/4 des Rotor-Radius angebrachten Steuerklappen, die durch Schubstangen innerhalb der Blätter betätigt werden und die durch ihren Steuerausschlag das in der Blattlängsachse frei drehbar gelagerte Rotorblatt in die erforderliche Anstellwinkel-Position bringen.
Die Steuerung erfolgt durch eine der Taumelscheibe ähnliche Anlenkung in beiden Rotorköpfen:
- Steigen/Sinken wird durch gleichzeitige und gleich große Änderung der Anstellwinkel aller Rotorblätter gesteuert (Kollektiv-Pitch).
- Nickbewegungen werden durch eine gemeinsame zyklische Verstellung der beiden Rotoren nach vorne und hinten bewirkt;
- Um die Längsachse (Rollen) wird durch gleichzeitige zyklische Blattverstellung an beiden Rotoren in die jeweils gewünschte Rollrichtung gesteuert.
- Zum Gieren um die Hochachse werden beispielsweise beim Kaman K-Max die Pitchanteile beider Rotoren (kollektive Blattverstellung) differenziert um einen gewissen Betrag gegensinnig verstellt, um durch höheren Widerstand eines Rotors ein gewolltes, unkompensiertes Drehmoment zu erzeugen; gleichzeitig wird zur Unterstützung der Gierbewegung mit zyklischer Blattverstellung gleichsinnig je einer der Rotoren nach vorne bzw. hinten gesteuert.

(Quelle: K-MAX Flight Manual)

## Vor- und Nachteile

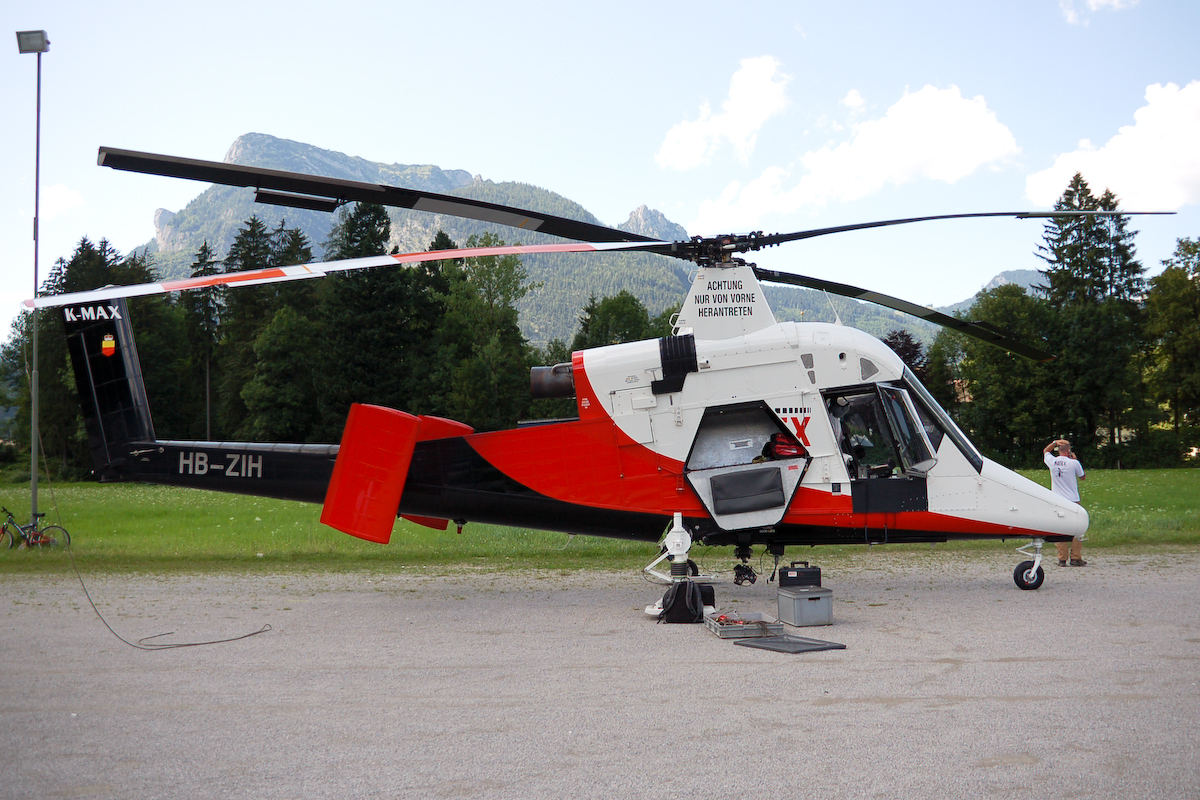
Kaman K-Max mit Flettner-Doppelrotor und Liechtensteiner Zulassung. An der Hinterkante der Rotorblätter erkennbar: die Flettner-Klappen für die Steuerung des Blattanstellwinkels.

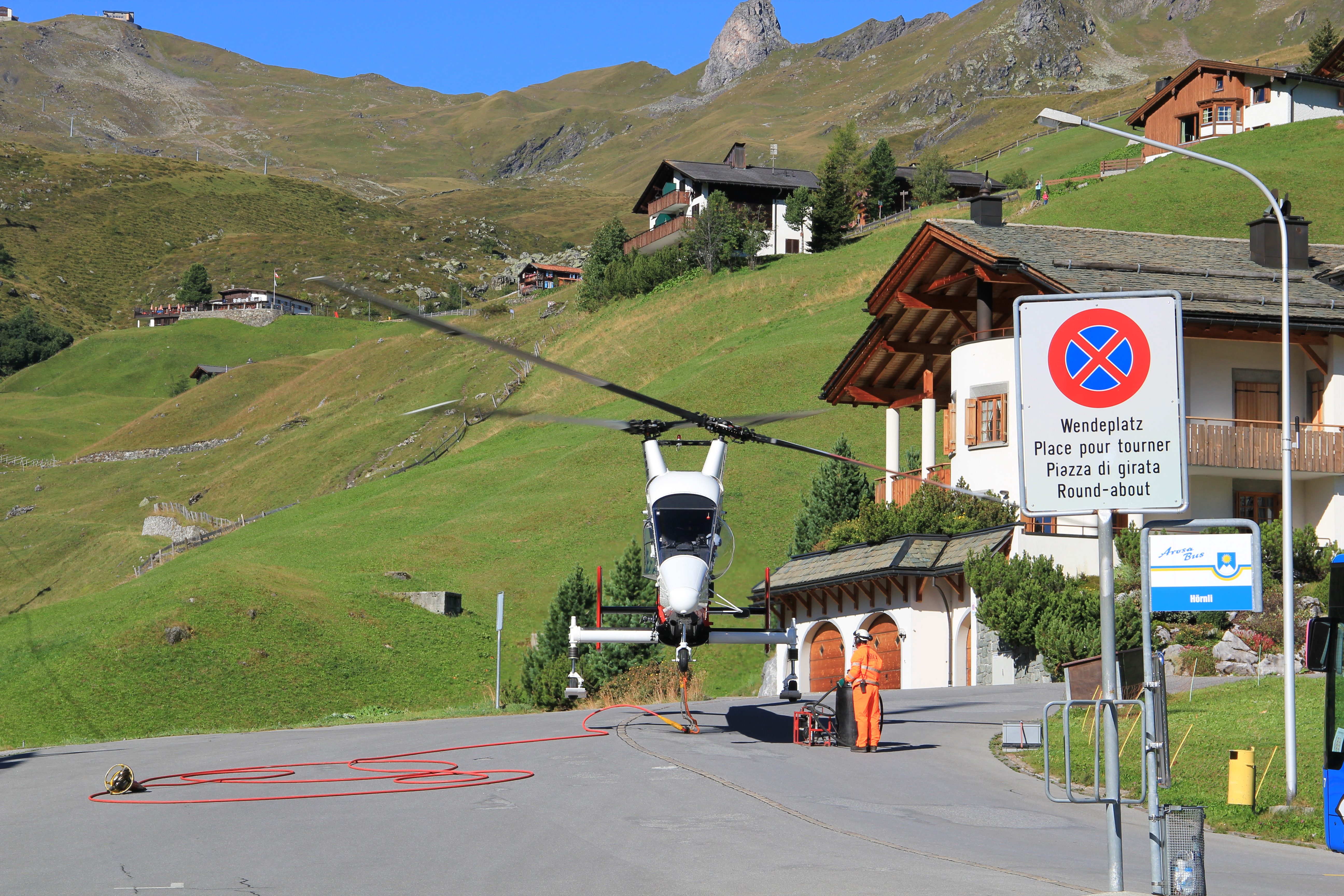
Kaman K-1200 K-Max von vorn. Die oben nach außen geneigte V-Stellung der beiden Rotorwellen ist gut zu erkennen.

Vorteile des Flettner-Doppelrotors sind:
- Keine Drehmomentübertragung auf die Zelle, somit ist kein Heckrotor notwendig und es wird keine Drift erzeugt (vgl. Heckrotor-Konfiguration).
- Der Leistungsbedarf für den Heckrotor entfällt und steht somit zum Heben und Vortrieb zur Verfügung.
- Das Getriebe und die Welle für den Heckrotor entfallen.
- Gegenüber der Tandem-Konfiguration besteht der Vorteil in der platzsparenden Bauweise mit zentralem Antrieb, gegenüber dem Koaxialrotor in der einfacheren Mechanik.
- Durch die meist größere Gesamtrotorfläche gegenüber einem Einrotorsystem kann die gleiche Last mit geringerer Leistung gehoben werden. So hat zum Beispiel der Kaman K-Max eine ähnliche Leistung wie der Eurocopter EC 135 oder Bell 429, weist jedoch ein erheblich höheres maximales Startgewicht (MTOW) auf. Analog haben Typen mit ähnlichem Startgewicht wie beispielsweise Bell 412 oder Kaman SH-2 einen erheblich höheren Leistungsbedarf.

Nachteile sind:
- Das Hauptgetriebe ist aufwendiger als bei einem einzelnen Rotor.
- Die Reisegeschwindigkeit ist aufgrund der geringeren benötigten Leistung – aber auch der erheblich größeren Gesamtrotorfläche – geringer.
- Die Rotorebene hat im seitlichen Bereich querab zur Längsachse aufgrund der seitwärts geneigten Rotormasten eine sehr geringe Bodenfreiheit, was große Umsicht des Piloten und des Bodenpersonals erfordert (siehe die Warnaufschrift „Warning – approach from Front“ oder „Achtung – Nur von vorne herantreten“ auf den Rotorpylonen der beiden abgebildeten Hubschrauber).

Als vorteilhafte Einsatzgebiete ergeben sich dadurch Bereiche, in denen mit hoher Zuladung oft im Schwebeflug oder nur mit mäßiger Geschwindigkeit geflogen wird (bei Montagearbeiten als fliegender Kran, Außenlastflüge im Forst- oder Baubereich) und die erreichbare Fluggeschwindigkeit und zurückzulegende Strecke eher untergeordnete Bedeutung haben.

## Nach dem Flettner-Prinzip gebaute Modelle
- Flettner Fl 265
- Flettner Fl 282
- Kaman K-225
- Kellett XR-8
- Kellett XR-10
- Kaman HH-43 Huskie
- Kaman K-Max